# Сондок
Сондок (также Великая королева Сондок; Сондок, королева Силлы; кор. 선덕여왕; умерла 17 февраля 647) — полулегендарная королева древнекорейского государства Силла (правила, согласно «Самгук Саги», в 632—647 годах), первая в истории Кореи царствующая королева.
Была, согласно «Самгук саги», старшей дочерью короля Чинпхёна и королевы Маи, что оспаривается другими источниками. Отец, якобы, оставил ей трон по причине отсутствия у него сыновей. Также является тётей короля Муёля, сына её сестры (согласно некоторым источникам — старшей).
Сондок является популярной фигурой в корейском фольклоре; в легендах она описывается как добрая правительница, заботящаяся о бедняках и покровительствующая буддизму, а время её правления описывается как период благоденствия. В 646 году, в период её правления монахом Чачжаном был основан монастырь Тхондоса. Вела войны против Когурё и Пэкче в союзе с китайским императором Ли Шиминем.

## Унаследование престола
До того, как Сондок стала королевой, она была известна под именем Тонман (кор. 덕만?, 德曼?). По данным «Самгук саги», она была первой дочерью короля Чинпхёна. Но по сведениям других исторических записей, она была второй дочерью короля, при этом намного младше своей старшей сестры Чхонмён. Её племянник — сын Чхонмён — в конечном счёте стал королём государства Силла под именем Тэджон Муёль, в то время как другая сестра Сондок — Сонхва, вышла замуж за короля государства Пэкче — Му, и родила ему будущего короля Пэкче по имени Иджа. Существование Сонхвы противоречиво, из-за найденных в 2009 году свидетельств, которые указывают, что матерью Иджи была королева Сатэк, но не Сонхва, как это говорится в исторических записях.
Так как у короля Чинпхёна не было сыновей, он сделал Сондок своей наследницей. Хотя такое решение было беспрецедентным, но для государства Силла вполне приемлемым, так как женщины в то время уже имели определённую степень влияния, выступая в качестве советников, вдовствующих королев и регентов (король Чинпхён сам получил трон в результате государственного переворота, организованного госпожой Мисиль). Во всём королевстве в то время женщины являлись главами семей. В государстве Силла статус женщины был относительно высоким, но при этом сохранялись ряд ограничений, которые препятствовали женщинам заниматься несвойственной им деятельностью. Так или иначе, успешное правление королевы Сондок способствовало восхождению на престол ещё двух королев государства Силла.

## Царствование
В 634 году Сондок взошла на престол Силлы. За период правления Сондок пришлось преодолеть беспорядки в провинции Чинсук. Также её сильно тревожили разгоравшиеся восстания и бои в Пэкче. Когда Пэкче в августе 642 года вторглось в Силлу, захватив больше 40 крепостей в государстве, королева Сондок попросила помощи у Когурё. При их помощи удалось вернуть крепости, захваченные соседним государством Пэкче. Союз с Когурё не продлился долго. Через некоторое время с Когурё ухудшились отношения.
Тонман начала укреплять союз с династией Тан, расширив с ней торговые и дипломатические связи. Сондок посылала молодых корейцев в Китай для изучения боевых искусств. Как и императрица Китая У Цзэтянь, Сондок исповедовала буддизм, под её контролем осуществилось строительство буддистского храма Пунхванса и девятиэтажной пагоды Хваннёнса, высота которой — 80 м. В 634 году Сондок провозгласила «эру благодеяния» и начала добиваться независимости от династии Тан.
Сондок в 634 г. в столице Силлы Кёнджу построила Чхомсондэ — одну из старейших сохранившихся астрономических обсерваторий в Восточной Азии. Ей также приписывают первоначальное формирование корейского рыцарского кодекса хваранов. Хваран —— юношеский социальный институт в древнекорейском государстве Силла, который содействовал формированию военной стратегии. Хвараны помогли избежать завоевания династией Тан.
В 647 году представители «старой» аристократии устроили мятеж под предводительством Пидама. Причиной мятежа было возвышение Ким Юсина (высшего сановника, военачальника и идеолога в древнем государстве Силла). Как отмечено в биографии Ким Юсина, в первый лунный месяц 647 года сановники Пидам и Ёнджон возглавили мятеж и решили свергнуть Сондок. Лозунг мятежа — из женщины не будет хорошего правителя. Пидам со сторонниками, разбив лагерь в крепости Мёнхвальсоль, напали на войско Сондок. Войско было расположено во дворце Вольсон. Нападение и оборона продлились десять дней.

 Ночью в третью стражу большая звезда упала над крепостью Вольсон. Пидам сторонникам стал говорить «Слышали мы, что где падает звезда, обязательно проливается кровь. Это, по-видимому, предзнаменование поражения правительницы». Солдаты издавали одобрительные крики, такие громкие, что, казалось, сотрясается земля. Услышав это, государыня испугалась. Юсин приказал изготовить чучело, поджечь его и запустить его в воздух, привязав воздушного змея, что, казалось, он взмывает к небу. Юсин приказал разнести слух, что звезда вчера вечером вернулась на небо. Восставшие стали сомневаться. — Биография Ким Юсина
Восстание было подавлено, Пидама казнили 17 января. Через 10 дней казнили 30 его последователей, отрубив им головы и вырезав девять колен родственников. Подавление мятежа положительно сказалось на карьере Ким Юсина.
Умерла Сондок 17 февраля от неизвестной болезни, не оставив наследника. На престол взошла её двоюродная сестра Чиндок. Сондок похоронили в горах Хонсан в Кёнджу.

## Легенды о принцессе
Считается, что юную принцессу Тонман выбрали в преемницы за сообразительность. В Самгук саги и Самгук юса содержатся следующие легенды:
- Когда Тонман была семь лет, китайский император Тай-цзун подарил её отцу, вану Кореи, картину с изображением красных, пурпурных и белых пионов и три меры семян этих цветов. Тонман увидела картину с пионами и произнесла: «Пионы радуют глаз, но у них нет запаха. Если бы они пахли, то на картине были бы изображены парящие над ними пчёлы и бабочки». После того, как семена посеяли и дождались цветения всходов, оказалось, что пионы действительно не пахнут. Сановники увидели в этом знак острого ума и наблюдательности принцессы.[10]
- Зимой в 662 году на пруду Онмунджи (кор. 언문지), «Нефритовые врата»), расположенном возле монастыря Ёнмёса (кор. 연며사), сильно расплодились лягушки, несколько дней подряд в его окрестностях было слышно нескончаемое кваканье. Людей это напугало, и они пошли к Сондок за разъяснениями. Она решила, что лягушки квакали не к добру, и расценила это как готовящееся нападение Пэкче на Силлу. Сондок отправила верных слуг Альчхона (кор. 알천) и Пхильтхама (кор. 필탐) под гору Намсан (кор. 남산) с армией в две тысячи человек для разведки в ущелье. Государыня произнесла: «Немедленно окружите и убейте их!», — хотя никакие донесения не поступали. Военачальник Пэкче Усо (кор. 우서), намеревавшийся напасть на крепость Токсан (кор. 덕산), действительно скрывался в тех местах с пятьюстами латниками. Внезапным ударом Альчхон полностью уничтожил отряд противника.[11]. Пэкче отправило в ущелье ещё и ещё солдат, но Силла разбило их и захватило 2000 солдат.

## Фильмография
| Название драмы  | Год  | Актриса             |
| --------------- | ---- | ------------------- |
| Троецарствие    | 1992 | Ким Хеджон          |
| Ён Гэсомун      | 2006 | Пэ Миджа            |
| Королева Сондок | 2009 | Ли Ёвон, Нам Джихён |
| Мечта короля    | 2012 | Хон Ынхи, Пак Джуми |